# シシャーノ
シシャーノ（イタリア語: Scisciano）は、イタリア共和国カンパニア州ナポリ県にある、人口約6,100人の基礎自治体（コムーネ）。

## 地理

### 位置・広がり
ナポリ県北東部のコムーネ。県都ナポリから東北東へ19kmの距離にある。

#### 隣接コムーネ
隣接するコムーネは以下の通り。
- マリリアーノ
- ノーラ
- サン・ヴィタリアーノ
- サヴィアーノ
- ソンマ・ヴェズヴィアーナ

## 行政

### 分離集落
シシャーノには、以下の分離集落（フラツィオーネ）がある。
- Cerreto di Scisciano, Masseria Camaldoli, Palazzuolo, San Martino, Spartimento, Torre, Frocia